# Enzymopatia
Enzymopatia – genetyczny lub nabyty niedobór ilości lub aktywności niektórych enzymów, skutkujący patologiami i nieprawidłowościami w  przebiegu różnych szlaków metabolicznych .

## Charakterystyka
Powszechnie enzymopatie uważa się za zaburzenia genetyczne, ponieważ częstą ich przyczyną są wadliwe kodujące je geny. Gromadzące się szkodliwe produkty uboczne, wytwarzane podczas nieprawidłowo przebiegających szlaków metabolicznych, mogą być przyczyną uszkodzeń narządów (między innymi: mózgu, nerek, śledziony) oraz układów (np. pokarmowego, nerwowego), a także szpiku. Wyróżnia się dwa czynniki determinujące występowanie enzymopatii:
1. Podłoże molekularne[2]: nieprawidłowości, podczas trwania procesów metabolicznych, wynikają z mutacji w genach kodujących dane enzymy.
2. Powstawanie mutacji skutkujących zaburzeniem przebiegu reakcji enzymatycznych[3]: zapotrzebowanie na enzym i kofaktor jest zwielokrotnione w reakcji enzymatycznej szlaku metabolicznego, jednak wskutek mutacji. następuje zmniejszenie powstawania produktów tego procesu.

## Rodzaje enzymopatii
Wyróżniamy enzymopatie:
- Wrodzone - objawiają się niedoborem ilości enzymu, a więc blokowaniem lub hamowaniem prawidłowego przebiegu reakcji enzymatycznej w szlaku metabolicznym. Dotyka wszystkich grup enzymów. Klinicznie, enzymopatia objawia się, gdy nie są syntetyzowane substancje konieczne do prawidłowego funkcjonowania organizmu, a gromadzą się pośrednie produkty metabolizmu, które mogą być szkodliwe i toksyczne. Gromadzenie się szkodliwych substancji może wywołać objawy chorobowe w organizmie. Niekiedy jednak enzymopatie nie skutkują widocznymi objawami chorobowymi, za to wykrywa się je dopiero po kontakcie z określonym środkiem chemicznym lub lekiem. Wrodzone enzymopatie mogą być bezpośrednimi przyczynami wielu chorób (m.in. hemofilii, fenyloketonurii, glikogenoz, lipidoz, porfirii, alkaptonurii, mukowiscydozy, niedokrwistości hemolitycznej) oraz uszkodzeń, np. wątroby, nerek, śledziony, szpiku, układu nerwowego, czy zaćmy lub miażdżycy[1].

- Nabyta - może pojawić się po przebytej chorobie lub po spożyciu szkodliwych substancji. Upośledza konkretne narządy lub komórki tych narządów (np. w wątrobie), które wydzielają określony enzym (np. cyklooksygenaza II) potrzebny do metabolizowania określonych substancji.

| Choroba         | Narząd/Układ narządów                                                                |
| --------------- | ------------------------------------------------------------------------------------ |
| fenyloketonuria | układ nerwowy (ośrodkowy układ nerwowy)                                              |
| glikogenozy     | układ mięśniowy (mięśnie), układ trawienny (wątroba)                                 |
| hemofilia       | układ krwiotwórczy (szpik kostny, śledziona)                                         |
| mukowiscydoza   | układ oddechowy (płuca), układ trawienny (śródbłonek wyścielający wszystkie narządy) |
| lipidoza        | układ mięśniowy, układ nerwowy                                                       |

## Diagnoza
Enzymopatie można zdiagnozować, przeprowadzając reakcję enzymatyczną in vitro, z zastosowaniem barwników zmieniających kolor zależnie od przebiegu reakcji. Pozwala to zidentyfikować enzym, który uległ unieczynnieniu.
Do diagnozowania enzymopatii wykorzystywana jest łańcuchowa reakcja polimerazy (ang. polymerase chain reaction, PCR) i jej różne odmiany. Metoda ta polega na powieleniu materiału genetycznego pobranego od pacjenta. Powielenie odbywa się za pomocą termostabilnej polimerazy i specyficznych enzymów, które są komplementarne względem obszarów zawierających zmutowane kody genetyczne enzymów. Następnym krokiem po przeprowadzeniu reakcji PCR jest wizualizacja jej produktów. Wykonuje się ją najczęściej na żelach agarozowych lub poliakrylamidowych z użyciem markerów wskaźnikowych. Spośród metod wizualizacji można wymienić MLPA-PCR (ang. Multiplex Ligation-dependent Probe Amplification). Metoda ta pozwala na ligację i przeprowadzenie reakcji PCR w jednej próbce, co umożliwia wykrywanie delecji i duplikacji dzięki amplifikacji pojedynczych egzonów. Do tej reakcji wykorzystywane są sondy połówkowe, które po hybrydyzacji do danego obszaru ulegają ligacji i służą następnie jako matryca dla polimerazy DNA.
Kolejną metodą wykorzystywaną do diagnostyki enzymopatii jest metoda wykorzystująca sekwencjonowanie nowej generacji (ang. Next Generation Sequencing, NGS). W poprzednich latach wykorzystywano sekwencjonowanie Sangera, ale nie uzyskiwano dość wiarygodnych wyników. Metoda NGS polega na prowadzeniu powielania matrycy (może to być DNA) ze zmodyfikowanymi chemicznie nukleotydami, zawierającymi znacznik fluorescencyjny i odwracalny terminator. Po przyłączeniu się nukleotydu barwnik fluorescencyjny wydziela uprzednio pochłonięte światło. Terminator zostaje usunięty za pomocą odpowiedniego enzymu, aby kolejny nukleotyd mógł wziąć udział w reakcji.

## Leczenie
Skuteczną i powszechnie dostępną metodą leczenia enzymopatii jest zapobiegawcze ograniczenie spożywania określonych substancji lub suplementacja dodatkowymi lekami zawierającymi enzym potrzebny do prawidłowego przebiegu szlaku metabolicznego. 
Powszechną i często stosowaną metodą leczenia tego zaburzenia są określone zmiany nawyków dietetycznych. Dietoterapie są różne w zależności od przypadku choroby. Zalicza się do nich między innymi: (w galaktozemii) spożywanie produktów o niskiej zawartości galaktozy, eliminacja laktozy, nie trzeba wówczas eliminować owoców i warzyw, (w glikogenozach) strategie genetyczne, np. nocne karmienie (OGF), suplementacja skrobią kukurydzianą (UCS).  
W przypadku pacjentów z enzymopatią krwinek czerwonych, leczenie może składać się z między innymi: transfuzji krwi, chelatacji żelaza, czy splenektomii (usunięcie fragmentu lub całej śledziony), a także przeszczepienia hematopoetycznych komórek macierzystych i terapii genowej. 